# Scilla nana
Scilla nana là một loài thực vật có hoa trong họ Măng tây. Loài này được (Schult. & Schult.f.) Speta miêu tả khoa học đầu tiên năm 1971.